# Casimiro Espino
Casimiro Espino y Teisler (Madrid, 20 de junio de 1845-Madrid, 6 de enero de 1888) fue un maestro de orquesta y compositor español.

## Biografía
Nació el 20 de junio de 1845 en Madrid. Fallecido en Madrid, en la calle de Huertas, el 6 de enero de 1888, fue enterrado en el cementerio de San Lorenzo.

## Obras musicales
- 1876 Una tiple de café, letra del Barón de Cortés.[4]
- 1877 Las Mocedades de Don Juan Tenorio, con Ángel Rubio.[5]
- 1878 El Destierro del amor, en coautoría con Ángel Rubio y Rafael María Liern Cerach.[6]
- 1878 Don Abdón y don Senén, con Ángel Rubio.
- 1878 En Busca del diputado, con Ángel Rubio.
- 1878 En la calle de Toledo, en coautoría con Ángel Rubio y Barón de Córtes.[7]
- 1879 Lucrecia, en coautoría con Ángel Rubio y Leandro Tomás Pastor.[8]
- 1880 Martes 13, en coautoría con Ángel Rubio, Salvador María Granés y Calixto Clemente Navarro y Mediano.[9]
- 1880 Al Polo, en coautoría con Manuel Fernández Caballero, Calixto Clemente Navarro y Mediano y Federico Romaña.[10]
- 1880 La Mejor venganza, en coautoría con Ángel Rubio, Enrique Prieto Enríquez y Andrés Ruesga Villoldo.[11]
- 1882 Sitiado por hambre, en coautoría con José de la Cuesta, Heliodoro Criado y Baca y Pascual Alba.[12]
- 1882 Adiós mundo amargo, en coautoría con Ángel Rubio, Eduardo Jackson Cortés y José Jackson Veyán.[13]
- 1883 Ni a tres tirones, en coautoría con Ángel Rubio y Eduardo Sánchez de Castilla.[14]
- 1883 La Mantilla blanca, en coautoría con Ángel Rubio, Pedro Górriz y Eduardo Navarro Gonzalvo.[15]
- 1883 Política y tauromaquia, en coautoría con Javier de Burgos y Ángel Rubio.[16]
- 1883 Meterse en Honduras, en coautoría con Ángel Rubio y Francisco Flores García.[17]
- 1884 Contratos al vuelo, en coautoría con Ángel Rubio y Federico Mínguez y Cubero.[18]
- 1884 Viva mi tierra, en coautoría con Ángel Rubio, José Jackson Veyán y José de la Cuesta.[19]
- 1884 La Mano Blanca, en coautoría con Ángel Rubio y José Jackson Veyán.[20]
- 1884 Escapar con suerte, en coautoría con Ángel Rubio y Federico Mínguez y Cubero.[21]
- 1884 Hatchis, con Ángel Rubio.
- 1885 Animales y plantas, en coautoría con Ángel Rubio y Laynez y Eduardo Navarro Gonzalvo.[22]
- 1885 Desconcierto musical, con Ángel Rubio.
- 1885 En las batuecas, con Ángel Rubio.
- 1885 El Puesto de castañas, en coautoría con Ángel Rubio y Eduardo Navarro y Gonzalvo.[23]
- 1885 El barbián de la Persia, en coautoría con Ángel Rubio, Eduardo Navarro y Gonzalvo y Felipe Pérez y González.[24]
- 1886 El Club de los feos, en coautoría con Guillermo Perrín y Ángel Rubio.[25]
- 1886 El Testamento y la clave, en coautoría con Ángel Rubio, Andrés Ruesga Villoldo, Salvador Lastra y Sira y Enrique Prieto Enríquez.[26]
- 1886 Tres y repique, en coautoría con Ángel Rubio y Eduardo Navarro y Gonzalvo.[27]
- 1886 El País de la castaña, en coautoría con Ángel Rubio  y Layner, Salvador LaLastra y Sira, Enrique Prieto Enríquez y Andrés Ruesga.[28]
- 1887 Un torero de gracia, en coautoría con Eduardo Jackson Cortés, José Jackson Veyan y Ángel Rubio.[29]
- 1887 Las Plagas de Madrid, en coautoría con Ángel Rubio, Eduardo Jackson Cortés y José Jackson Veyán.[30]
- 1887 El Cuento del año, en coautoría con Ángel Rubio y Eduardo Navarro y Gonzalvo.[31]
- 1887 Prueba fotográfica, en coautoría con Ángel Rubio y Eduardo Navarro y Gonzalvo.[32]
- 1887 Don Dinero, en coautoría con Guillermo Perrín y Ángel Rubio.[33]
- 1896 Quién fuera libre, en coautoría con Ángel Rubio y Eduardo Jackson Cortés.[34]
- 1901 Cómo está la sociedad, en coautoría con Ángel Rubio y Javier de Burgos.[35]